# Ruby Mountain
Ruby Mountain är ett berg i Kanada.   Det ligger i provinsen British Columbia, i den västra delen av landet, 4 100 km väster om huvudstaden Ottawa. Toppen på Ruby Mountain är 1 886 meter över havet, eller 108 meter över den omgivande terrängen. Bredden vid basen är 1,2 km.
Terrängen runt Ruby Mountain är kuperad söderut, men norrut är den bergig. Trakten runt Ruby Mountain är nära nog obefolkad, med mindre än två invånare per kvadratkilometer..
Trakten runt Ruby Mountain består i huvudsak av gräsmarker.